# 圣文森特和格林纳丁斯
聖文森及格瑞那丁（英語：Saint Vincent and the Grenadines），簡稱聖文森，或译为聖文森特和格林納丁斯，是北美洲和加勒比地区的一個國家，位于加勒比海的小安的列斯群岛中的向风群岛南部，聖露西亞及格瑞那達之間，為大英國協王國的成員國。居民主要是黑人和黑白混血种人。

## 歷史
圣文森特和格林纳丁斯原为印第安加勒比部落居住地。
- 1492年，哥伦布到达圣文森特岛，以薩拉戈薩的文森特為其命名。
- 1627年，英国占领该岛。后法国声称对此岛拥有主权，两国为争夺该岛进行多次战争。
- 1783年，《巴黎条约》确认英国对该岛的统治。
- 1833年起，圣文森特从属向风群岛领地。
- 1958年1月，圣文森特岛与格林纳丁斯群島一起加入“西印度联邦”，直至1962年5月西印度联邦解散。
- 1969年10月，圣文森特和格林纳丁斯实行“内部自治”，为英国联系邦，但外交、防务仍由英国掌管。
- 1979年10月27日，圣文森特和格林纳丁斯宣布独立，但仍是英联邦成员国兼英聯邦王國成員。

## 地理

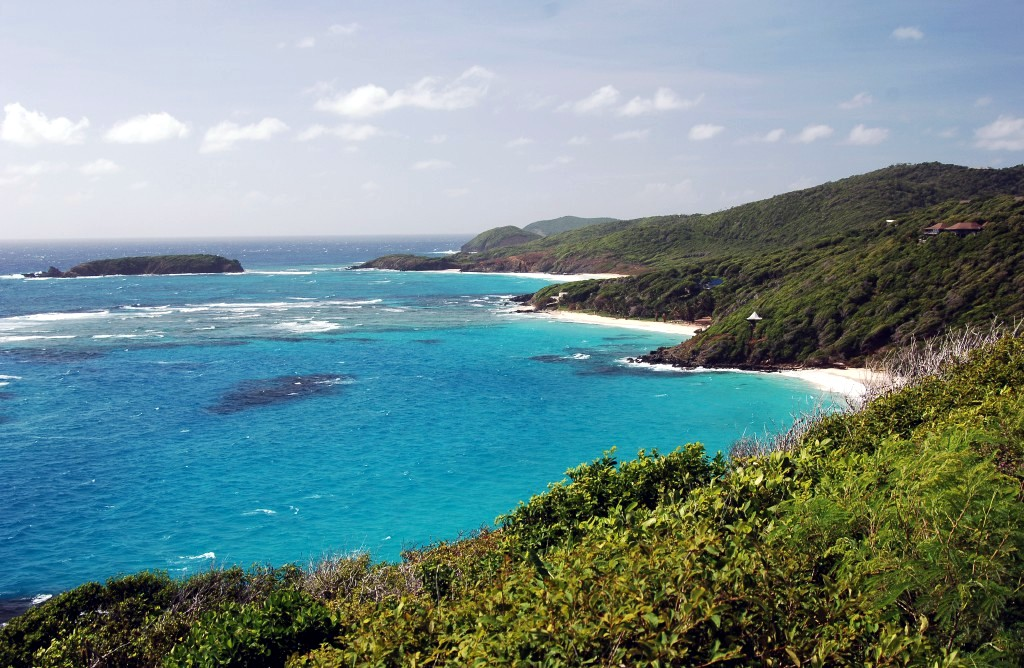
馬斯蒂克島

圣文森特和格林納丁斯由圣文森特本島及一部分的格林納丁斯群島組成，面積共389平方公里，首都金石城（京斯頓）。聖文森特本島面積346平方公里，長26公里，寬15公里，格林納丁斯群島則包含三十二個小島，面積45平方公里。格林納丁斯群島中的貝基亞島、馬斯蒂克島、卡努安島、尤寧島、邁羅島、小聖文森特島和帕姆島有人居住。
聖文森特岛为一火山岛，森林茂密，幾乎沒有平地。最高峰苏弗里耶尔火山，海拔1234米，经常喷发，例如1970年曾喷发20多次。
該國擁有三個陸地生態區：向風群島濕潤森林、背風群島乾旱森林和向風群島乾旱森林。它的2019年森林地貌完整指數平均得分為6.95/10，在全球172個國家中排名第61位。
虽然地处热带，但有海风调节，气候温和，年降水量2540毫米，夏秋多飓风。

## 行政區劃
聖文森特和格林納丁斯全國可分為六個地方行政區（英式）：
- 夏洛特區（Charlotte Parish）
- 格瑞那丁區（Grenadines Parish）
- 聖安德魯（Saint Andrew Parish）
- 聖大衛（Saint David Parish）
- 聖喬治（Saint George Parish）
- 聖派屈克（Saint Patrick Parish）

## 經濟
聖文森特和格林納丁斯最主要的產業為農業，主要作物為香蕉。國際金融業、旅遊業也是聖文森特和格林納丁斯經濟重要收入來源。

## 軍事
圣文森特和格林纳丁斯為大英國協王國的一員，但事實上本國並未擁有軍隊，島上僅擁有圣文森特和格林纳丁斯皇家警察（Royal Saint Vincent and the Grenadines Police Force）與海岸警備隊（Coast Guard）。也基於國家安全保障之故，為地區安全體系（Regional Security System）創始時的加盟國。

## 外交
聖文森及格瑞那丁在1981年與中華民國建交，建交時即為大使級，現今有聖文森的國民來到台灣唸書。

## 人口
聖文森特和格林納丁斯人口約12萬人，非裔黑人佔約75%。

## 外部連結
- （英文）聖文森特和格林納丁斯政府網站
- （简体中文）中华人民共和国外交部—圣文森特和格林纳丁斯国家概况 （页面存档备份，存于）
- （繁體中文）中華民國外交部—聖文森特和格林納丁斯國情概況
- （英文） 聖文森特和格林納丁斯證券交易所(SVGEX官方網站)[永久]